# Горбатовский, Владимир Николаевич
Влади́мир Никола́евич Горбато́вский (26 мая 1851 — 30 июля 1924, Ревель) — русский военачальник, генерал от инфантерии.

## Биография
- Окончил 2-ю Санкт-Петербургскую военную гимназию.
- 1870 — Окончил 1-е Павловское училище, выпущен подпоручиком в 5-й гренадерский Киевский полк[1].
- 1877—1878 — В чине штабс-капитана участвовал в русско-турецкой войне 1877—1878 гг., командовал 1-й ротой полка. Отличился в боях под Плевной в составе отряда князя Карла Румынского. За отличия в бою 28 ноября 1877 года награждён орденами Св. Анны III степени с мечами и бантом и Св. Станислава II степени с мечами.
- 1880 — Майор с переводом в 8-й гренадерский Московский полк.
- 1885 — Переведен в 5-й Киевский гренадерский полк.
- 5 июля 1893 — Командир Красноярского резервного батальона.
- 16 марта 1899 — Командир Камчатского 44-го пехотного полка.
- 8 октября 1901 — Командир 4-го гренадерского Несвижского полка.

### Русско-японская война

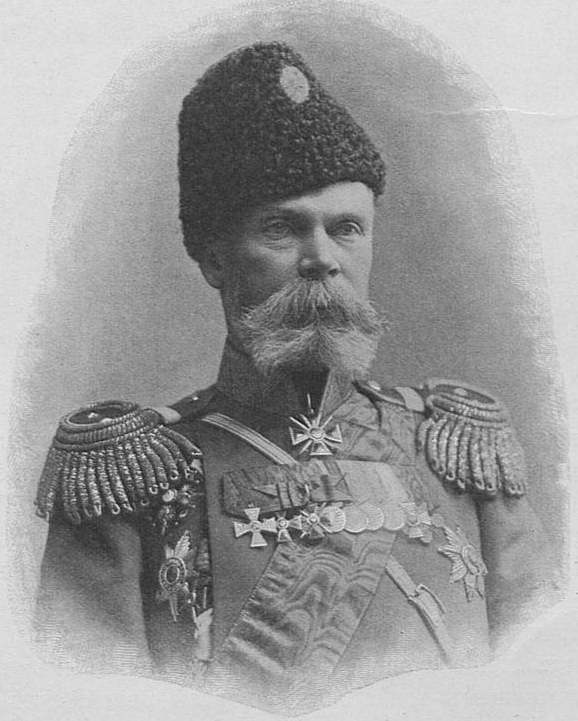
Генерал В. Н. Горбатовский в годы русско-японской войны.

- 22 февраля 1904 — Генерал-майор. Командир 1-й бригады 7-й Восточно-Сибирской стрелковой дивизии, расквартированной в Порт-Артуре.
- 7 апреля 1904 — Прибыл в Порт-Артур, где оставался до конца осады на передовых позициях.
- 17 июля 1904 — Начальник 1-го отдела обороны крепости от Крестовой горы до форта № 5, включая передовые пункты на горах Сяогушань, Дагушань, Панлушань, Водопроводный и Кумирненский редуты.
- 25-27 июня 1904 — Руководил обороной передовых пунктов Дагушань и Сяогушань.
- 6 августа 1904 — Возглавлял оборону Восточного фронта во время 1-го штурма крепости, лично руководя войсками на передовых позициях.
- 11 августа 1904 — Временно заменен генерал-майором Надеиным.
- 3 октября — Командующий Восточным фронтом обороны крепости.
- 13-18 октября — Находясь на Митрофаньевской горе, руководил отражением 3-го штурма крепости. Награждён орденами Св. Станислава I степени с мечами, Св. Анны I степени с мечами (оба — 24 октября 1904).
- За участие в отражении 4-го штурма крепости в ноябре-декабре 1904 года награждён орденом Св. Владимира II степени с мечами. В начале декабря 1904 г. бойцы В. Н. Горбатовского выдержали удар японцев с применением удушающих газов[2].
- Председатель Комиссии по передаче военнопленных японским войскам.
- 8 февраля 1905 — Вернулся в Россию.
- 22 марта 1905 — Командир 2-й бригады 1-й гренадерской дивизии.
- 30 апреля 1905 — Начальник Алексеевского военного училища.
- 23 ноября 1905 — Награждён орденом Св. Георгия IV степени «в воздаяние отличного мужества и храбрости, оказанных в делах против японцев, в период бомбардировок и осады Порт-Артура».
- 6 декабря 1908 — Генерал-лейтенант.
- 8 мая 1909 — Начальник 3-й гренадерской дивизии.

### Первая мировая война
- 9 мая 1914 — Командир XIX армейского корпуса (в составе 17-й и 38-й пехотных дивизий), дислоцированного в Польше.
- Август 1914 — Во главе корпуса вступил в войну в составе 5-й армии Юго-Западного фронта. Участвовал в боях в Галиции.
- 13 августа 1914 — Вступил в бой с частями 4-й австро-венгерской армии генерала Ауффенберга, несмотря на численный перевес противника, удержал позиции.
- 18 августа 1914 — У Комарова, будучи в полуокружении, отбросил части эрцгерцога Петра и стабилизировал ситуацию.
- Стойкость корпуса Горбатовского позволили 5-й армии благополучно завершить операцию[3].
- 27 сентября 1914 — Награждён орденом Св. Георгия III степени «за отличия в делах против неприятеля».
- 12 декабря 1914 — Генерал от инфантерии.
- Апрель 1915 — XIX АК переброшен на Рижское направление. Задержал наступление германской Неманской армии, стабилизировав фронт[4].
- 12 июня 1915 — Командующий вновь сформированной 13-й армией Северо-Западного фронта.
- 2-8 июля 1915 — В ходе Грубешовского сражения[5][6][7][8] удержал фронт против превосходящих его сил Бугской германской и 1-й австро-венгерской армий, отступив лишь на 12 км, после чего контрударом выбил противника за Буг.
- 9 - 22 июля действовал в ходе Люблин-Холмского сражения[9][10][11][12][13][14][15].
- 20 августа 1915 — Корпуса переданы в 3-ю армию. Управление 13-й армии во главе с В. Н. Горбатовским переброшено на крайний правый фланг в Курляндию и переформировано в управление 12-й армии Северного фронта.
- Во главе армии участвовал в Праснышской операции, отходе из Польши и Курляндии, а также в Риго-Шавельской операции.
- 8 марта 1916 — В ходе фронтовой операции неудачно атаковал германские позиции силами VI Сибирского армейского корпуса.
- 20 марта 1916 — Командующий 6-й армией Северного фронта.
- 12 декабря 1916 — Командующий 10-й армией Северного фронта, усиленной до 28 дивизий с целью нанесения главного удара фронта на Вильно-Молодечно.
- 1 апреля 1917 — Переведен в резерв.

### Гражданская война и эмиграция
В 1919 эмигрировал в Финляндию. Сотрудничал с генералом Юденичем. Вместе с контр-адмиралом В. К. Пилкиным входил в состав военного управления Особого комитета, организованного в Выборге П. Б. Струве. Вместе с Юденичем переехал в Эстонию. С 22 января 1920 — председатель Комиссии для устройства раненых и больных чинов Северо-Западной армии Н. Н. Юденича. После ликвидации СЗА жил в Эстонии. Являлся главой объединения русских офицеров в Эстонии и местной монархической организации. Скончался в Таллине.

## Воинские звания
- Вступил в службу (08.08.1868)[16]:
- Подпоручик (21.06.1870)
- Поручик (30.06.1872)
- Штабс-капитан (27.05.1876)
- Капитан (17.01.1878)
- Майор (02.01.1880)
- Подполковник (06.05.1884)
- Полковник «за отличие по службе» (25.12.1892)
- Генерал-майор «за отличие по службе» (22.02.1904)
- Генерал-лейтенант «за отличие по службе» (22.02.1908)
- Генерал от инфантерии (18.08.1914)

## Награды
Российские:
- Орден Святого Станислава 3-й степени (1876)
- Орден Святой Анны 3-й степени с мечами и бантом (1878)
- Орден Святого Станислава 2-й степени (1879)
- Орден Святой Анны 2-й степени (1883)
- Орден Святого Владимира 4-й степени (1888)
- Орден Святого Владимира 3-й степени (1896)
- Орден Святой Анны 1-й степени с мечами (24.10.1904)
- Орден Святого Станислава 1-й степени с мечами (24.10.1904)
- Орден Святого Георгия 4-й степени (23.11.1904)
- Орден Святого Владимира 2-й степени с мечами (27.01.1905)
- Орден Белого орла (1911)
- Орден Святого Георгия 3-й степени (28.09.1914)
- Орден Святого Александра Невского с мечами (29.03.1915)
- Мечи к ордену Белого орла (09.04.1915)

Иностранные:
- Румынский крест «За переход через Дунай» (1877)
- Нидерландский орден Дубовой короны 3-й степени (1880)